# Лазебников, Александр Ефимович
Александр Ефимович Лазебников (1907, Екатеринослав — 1985) — советский журналист и  сценарист.

## Биография
Родился в 1908 году в состоятельной семье в Екатеринославе, с раннего детства жил в Баку. Его отец — инженер Ефим Моисеевич Лазебников — был нефтепромышленником, мать Вера Марковна Кричевская происходила из Екатеринослава. После окончания средней школы вошёл в состав Литературной газеты в качестве спецкора, чуть позже работал в газете Вечерняя Москва. Писал сценарии к документальным, научно-популярным и художественным фильмам. За свою жизнь написал свыше 120 сценариев.
Скончался в 1985 году.

## Семья
- Сестра — Эстер Ефимовна Лазебникова-Маркиш (1912—2010), мемуаристка, была замужем за поэтом Перецом Маркишем.
  - Племянники — филолог Симон Маркиш и прозаик Давид Маркиш.

## Фильмография

### Сценарист
- 1931 — Их пути разошлись
- 1933 — Дезертир